# Rubus silesiacus
Rubus silesiacus (ожина біляста як Rubus candicans) — вид рослин з родини розових (Rosaceae); поширений у східно-центральній Європі.

## Біоморфологічна характеристика
Це кущ 1–2 метри заввишки. Період цвітіння: червень і липень. Листочки грубо й нерівномірно пилчасті. Гілочки суцвіття шерстисто запушені. Листки розсипано волосисті зверху, волосисті на нижній стороні; листочки овальні, у 2 рази довші за ширину. Колючки довжиною 3–5 мм. Суцвіття конусоподібне, з багатьма голкоподібними колючками. Пелюстки овальні, від білого до блідо-рожевого забарвлення.

## Поширення
Поширений у Австрії, Чехії, Німеччині, Польщі.
В Україні вид зростає на узліссях, трав'янистих сухих схилах — на Закарпатті, зрідка.